# Gunungrejo (Way Ratai)
Gunungrejo is een plaats in het bestuurlijke gebied Pesawaran in de provincie Lampung, Indonesië. Way Ratai